# Associació per a les Nacions Unides a Espanya
L'Associació per a les Nacions Unides a Espanya és una entitat fundada el 1962 per defensar i promocionar els drets humans d'acord amb els ideals de l'ONU. Inicialment va denunciar davant dels fòrums internacionals la repressió de les llibertats democràtiques que exercia el franquisme. Aquesta entitat el 2012 va rebre la Creu de Sant Jordi.